# Эскадренные миноносцы типа «Чарльз Ф. Адамс»
Эскадренные миноносцы типа «Чарльз Ф. Адамс» — тип эскадренных миноносцев УРО, разработанный на основе конструкции эсминцев типа «Форрест Шерман». Кормовое орудие уступило место пусковой установке ЗРК Тартар, под которой размещался боезапас в двух вращающихся барабанах, расположенных друг над другом непосредственно в корпусе.
Всего было построено двадцать три эскадренных миноносца для ВМС США и по три эсминца для ВМС Германии и ВМС Австралии. Строительство велось с 1958 года. В эксплуатации они показали себя очень хорошо и прослужили под флагом США почти по тридцать лет.

## Конструкция
Корпуса эсминцев «Чарльз Ф. Адамс» были созданы на базе корпусов предшествующей серии эсминцев «Форрест Шерман». Однако, изначально проектируемые как ракетоносные корабли, «Адамсы» были более рационально скомпонованы. Пусковая установка зенитных ракет располагалась в кормовой оконечности, позади кормовой 127-миллиметровой башни: это придавало зенитным ракетам большие углы обстрела, но ограничивало сектор огня артиллерии, что соответствовало новым предпочтениям в дизайне.

### Зенитное вооружение
Все первые тринадцать кораблей серии (DDG-2 — DDG-14) были оснащены спаренной пусковой установкой Mk-11 для зенитных ракет ближнего радиуса действия RIM-24 Tartar. Установка перезаряжалась от двух вертикальных подпалубных барабанов, вмещавших сорок две зенитные ракеты. Полный рабочий цикл установки составлял восемнадцать секунд на каждый залп.
Последующие десять кораблей (DDG-15 — DDG-24) оснащались однобалочной пусковой установкой Mk-13. Это пусковое устройство было намного более совершенно, и обладало очень коротким циклом перезарядки — один выстрел в 10 секунд. Боезапас состоял из сорока ракет в двух кольцевых барабанах: внешний вмещал 24 ракеты, внутренний — 16. Помимо зенитных ракет, Mk-13 также могла использоваться для запуска ПКР «Гарпун». В 1970-х годах все корабли обеих серий прошли перевооружение с ракет RIM-24 «Tartar» на более современные и эффективные RIM-66 «Стандарт» SM-1MR.
Наведение ракет осуществлялось с помощью СУО Mk-74 GMLS и двух радаров подсветки целей AN/SPG-51 на носовой и кормовой надстройке. Одновременно могло сопровождаться не более двух целей: количество одновременно наводимых на цели ракет могло быть любым. Возможен был также обстрел надводных целей в пределах прямой радиолокационной видимости, или применение специальных противоповерхностных модификаций зенитных ракет для загоризонтной стрельбы. Система управления огнём не имела канала связи с автопилотом ракеты, и требовала непрерывного сопровождения цели лучом радара с момента запуска и до момента попадания, что делало её более уязвимой для помех.

### Противолодочное вооружение
Противолодочное вооружение состояло из восьмизарядной контейнерной пусковой установки Mk-112 для противолодочных ракето-торпед RUR-5 ASROC. Установка располагалась в центре корпуса, имела бортовые секторы обстрела и не была рассчитана на перезарядку в море. Она могла использоваться для поражения подводных лодок на дистанциях до 16-20 километров как обычными лёгкими противолодочными торпедами, так и атомными глубинными зарядами W44, мощностью до 10 килотонн.
Для самообороны корабли были оснащены двумя трёхтрубными торпедными аппаратами Mark 32, установленными побортно. Аппараты предназначались для 324-мм противолодочных торпед различных типов, включая американские и британские образцы.
Корабли были последней крупной серией американских эсминцев, не имевших никаких авиационных мощностей для приёма и обслуживания вертолётов. Это было связано с тем, что во время их проектирования американский флот рассматривал эсминцы либо как составляющую авианосной группы, либо как флагманы соединений фрегатов — которые и обеспечивали противолодочные операции своими вертолётами.

### Артиллерийское вооружение
Артиллерийское вооружение состояло из двух 127-миллиметровых 54-калиберных АУ Mark 42. Эти универсальные пушки были приспособлены для стрельбы как по воздушным так и по надводным целям на дистанции до 23 км. Исходная скорострельность предполагалась порядка 40 выстрелов в минуту, но в ходе эксплуатации подобная перегрузка механизмов была сочтена опасной, и в 1968 году скорострельность орудий уменьшили до 28 выстрелов в минуту.
Наведение орудий осуществлялось радаром управления огнём AN/SPG-53: на случай выхода такового из строя было предусмотрено аварийное ручное наведение через оптические визиры при помощи двух наблюдательных куполов на крыше башни. Орудия могли вести огонь фугасными, осколочными зенитными и осветительными снарядами, а также дальнобойными активно-реактивными выстрелами на дистанцию до 27000 метров.

## Список эсминцев типа
| Название           | Бортовой номер | В составе ВМС США | Списан           | Статус                                                 | Примечания |
| ------------------ | -------------- | ----------------- | ---------------- | ------------------------------------------------------ | ---------- |
| Charles F. Adams   | DDG-2          | 1960—1990         | 1 августа 1990   | Музей                                                  |            |
| John King          | DDG-3          | 1961—1990         | 30 марта 1990    | Утилизирован                                           |            |
| Lawrence           | DDG-4          | 1962—1990         | 30 марта 1990    | Утилизирован                                           |            |
| Claude V. Ricketts | DDG-5          | 1962—1989         | 31 октября 1989  | Утилизирован                                           |            |
| Barney             | DDG-6          | 1962—1990         | 17 декабря 1990  | Утилизирован                                           |            |
| Henry B. Wilson    | DDG-7          | 1960—1989         | 2 октября 1989   | Потоплен как мишень                                    |            |
| Lynde McCormick    | DDG-8          | 1961—1991         | 1 октября 1991   | Потоплен как мишень                                    |            |
| Towers             | DDG-9          | 1961—1990         | 1 октября 1990   | Потоплен как мишень                                    |            |
| Sampson            | DDG-10         | 1961—1991         | 24 июня 1991     | Утилизирован                                           |            |
| Sellers            | DDG-11         | 1961—1989         | 31 октября 1989  | Утилизирован                                           |            |
| Robison            | DDG-12         | 1961—1991         | 1 октября 1991   | Утилизирован                                           |            |
| Hoel               | DDG-13         | 1962—1990         | 1 октября 1990   | Утилизирован                                           |            |
| Buchanan           | DDG-14         | 1962—1991         | 1 октября 1991   | Потоплен как мишень                                    |            |
| Berkeley           | DDG-15         | 1962—1992         | 30 сентября 1992 | Продан Греции, утилизирован в 2004 г.                  |            |
| Joseph Strauss     | DDG-16         | 1963—1990         | 1 февраля 1990   | Продан Греции, утилизирован в 2004 г.                  |            |
| Conyngham          | DDG-17         | 1963—1990         | 30 октября 1990  | Утилизирован                                           |            |
| Semmes             | DDG-18         | 1962—1991         | 14 апреля 1991   | Продан Греции, утилизирован в 2006 г.                  |            |
| Tattnall           | DDG-19         | 1963—1991         | 18 января 1991   | Утилизирован                                           |            |
| Goldsborough       | DDG-20         | 1963—1993         | 29 апреля 1993   | Утилизирован                                           |            |
| Cochrane           | DDG-21         | 1964—1990         | 1 октября 1990   | Утилизирован                                           |            |
| Benjamin Stoddert  | DDG-22         | 1964—1991         | 20 декабря 1991  | Затонул в Тихом океане по пути для утилизации          |            |
| Richard E. Byrd    | DDG-23         | 1964—1990         | 27 апреля 1990   | Продан Греции для запчастей, позже потоплен как мишень |            |
| Waddell            | DDG-24         | 1964—1992         | 1 октября 1992   | Продан Греции, позже потоплен как мишень               |            |

### ЭсминцыВМС Греции
- HS Kimon (D-218) (бывший USS Semmes, списан в июне 2004 года)
- HS Nearchos (D-219) (бывший USS Waddell, списан в июле 2003 года)
- HS Formion (D-220) (бывший USS Joseph Strauss, списан в июле 2002 года)
- HS Themistocles (D-221) (бывший USS Berkeley, списан в феврале 2002 года)

### Эсминцы типа Лютьенс (ФРГ)
- FGS Lütjens (D185)
- FGS Mölders (D186)
- FGS Rommel (D187)

### Эсминцы типа «Перт» (Австралия)
- HMAS Perth (D 38)
- HMAS Hobart (D 39)
- HMAS Brisbane (D 41)